# Вопрос о наименовании Екатеринбурга

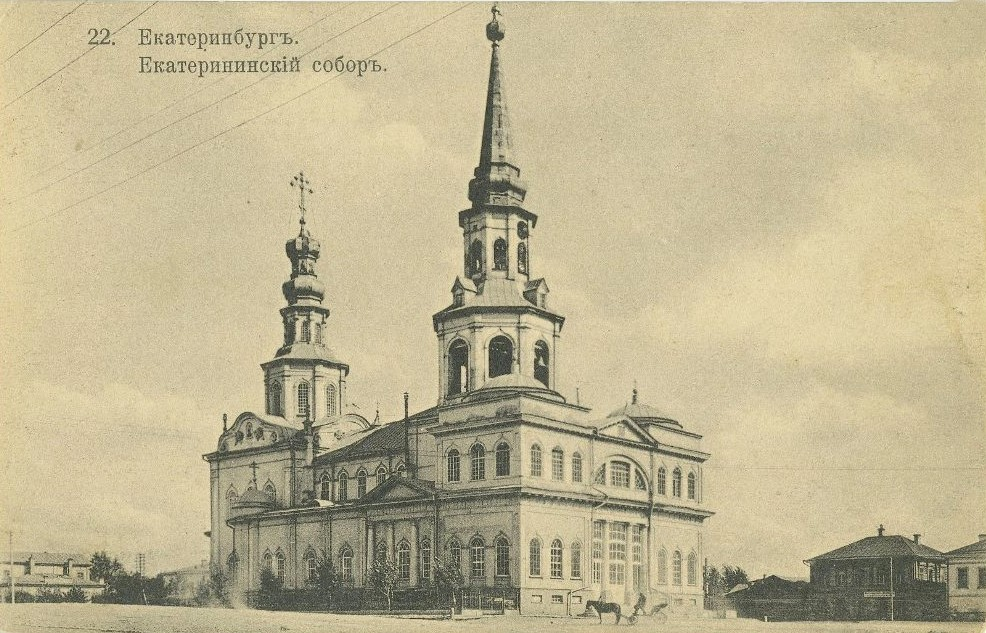
Екатерининский собор — изначально церковь при заводе. Заложен и назван в честь святой Екатерины до официального основания города

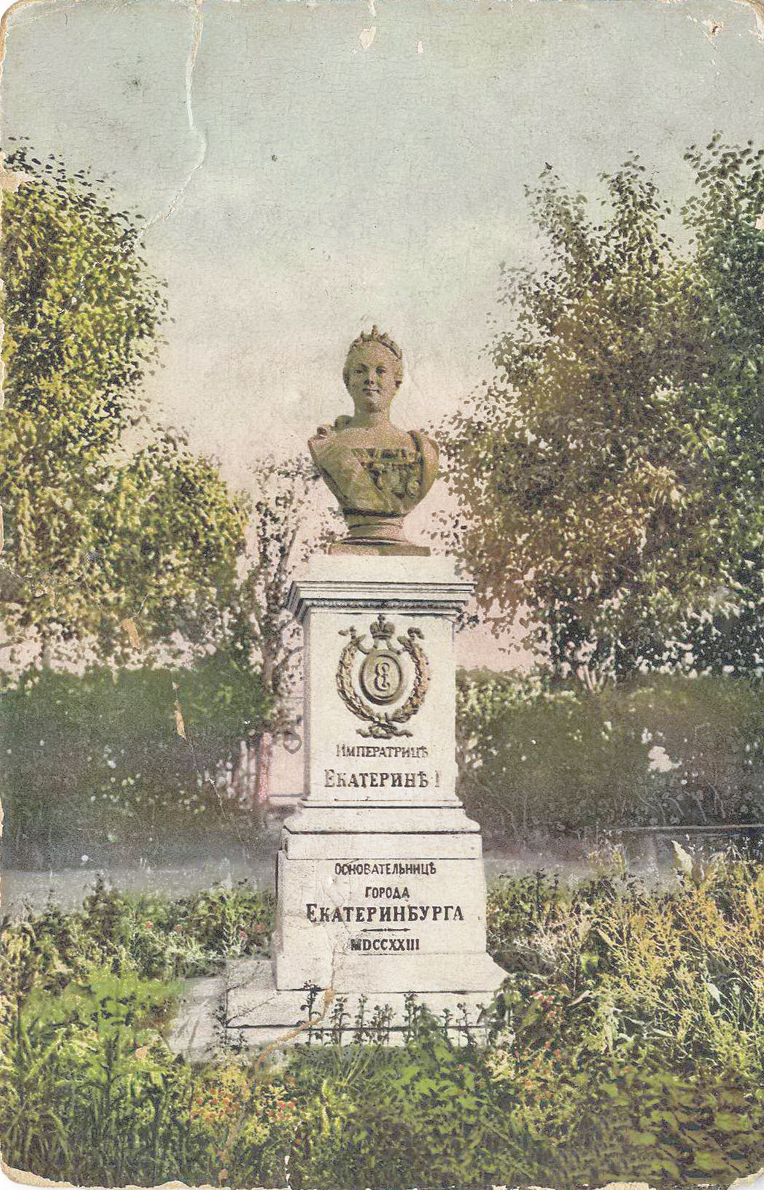
Дореволюционный памятник Екатерине I на городской плотине с подписью «основательнице города Екатеринбурга»

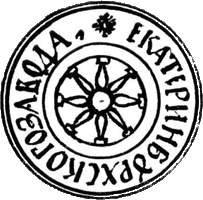
Печать Екатеринбургского казённого железоделательного завода, разработанная Василием Татищевым в 1734 г. На печати изображение колеса святой Екатерины — покровительницы горного дела

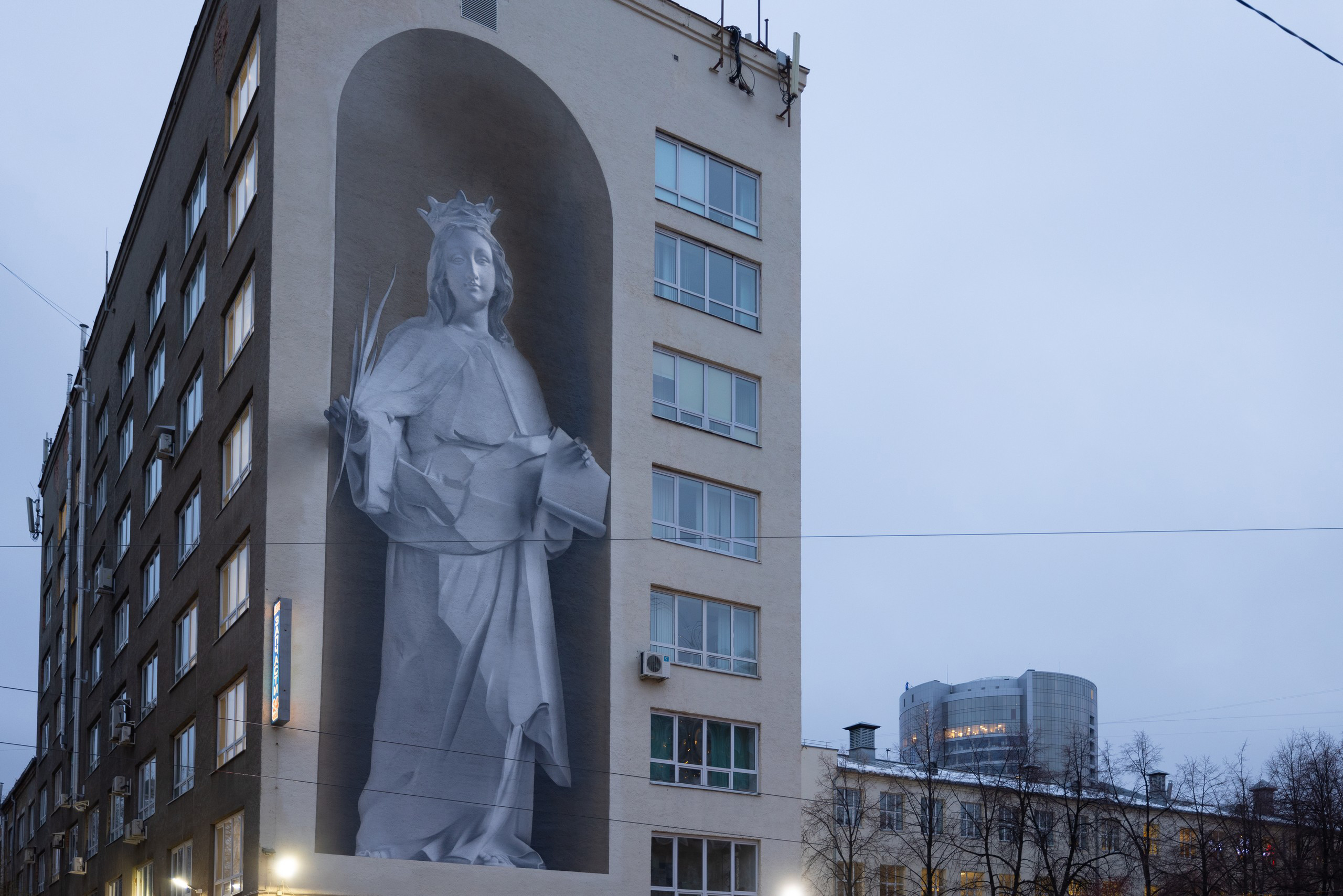
Изображение святой Екатерины в центре современного Екатеринбурга

Город Екатеринбург является одним из крупнейших и известнейших городов России и мира. История его основания связана с деятельностью царя Петра I, который активнейшим образом занимался развитием страны и в связи с этим стал «основателем горнозаводского дела на Урале», как было написано на памятнике ему в центре города. Этот памятник стоял на городской плотине до прихода к власти большевиков, а в паре с ним стоял памятник его жене и самой большой его любви — пленной восточноевропейской простолюдинке по имени Марта, в православном крещении Екатерина, после смерти Петра взошедшей на престол как императрица Екатерина I.
В связи с этим многими считается, что город Екатеринбург назван в честь Екатерины I, жены царя, приказавшего построить железоделательный завод и поселение при нём, ставшее затем городом. Идею назвать Екатеринбург в честь императрицы приписывают голландцу Вильгельму де Геннину, который был близком соратником Петра и его советником в области инженерии и горного дела. Сегодня он, наравне с промышленником Василием Татищевым, считается одним из основателей города (Татищев определил место для постройки завода).
Де Геннин в тот период запустил в строй 11 новых заводов. Завод на реке Исети близ озера Шарташ он решил преподнести в дар супруге императора, так как это, по мнению историков, помогло бы ему укрепить своё положение во властной элите и стимулировать благосклонность Петра, который искренне доверял своей жене и нередко слушался только её. Де Геннин (мать которого звали Катарина) послал 6 июня 1723 года письмо императрице, где писал, что он «крепость и завод осмелился именовать до указу Катериненбурх, а заводы — Катериненбурские, в память высокославного имяни Вашего величества».
На базе этого факта современные сторонники версии об именовании города в честь императрицы и делают вывод о том, что императрица Екатерина дала имя городу. Однако сама императрица имела при рождении имя Марта Скавронская, а имя Екатерина получила при православном крещении. Крестильное имя в православии означает именование человека в честь его тезоименного святого, то есть в данном случае в честь святой Екатерины Александрийской (следовательно, Екатерина I названа в честь святой Екатерины, и название города в честь крещёного человека по его крестильному имени означает посвящение также и тезоименному святому). Конкретно у де Геннина сказано: «в память высокославного имяни Вашего величества», а не «в память Вашего величества». При этом никак не отрицается роль лично Екатерины I и её важность, а именно через прославление её святой и подчёркивалось высокое значение императрицы и сохранялась память о ней.
Этот факт имел большое значение в православной России XVIII века. Православная религия была государственной, и Пётр I подчинил церковь государству, учредив Священный Синод взамен Патриаршества. Православные традиции и церемонии активнейшим образом использовались в государственном управлении. Сама российская монархия была православным институтом, экспортированным из Византии, и вся государственная жизнь была ориентирована на православие, царь интронизировался православным помазанием на царство и так далее. Поэтому такие деяния как основание новых городов сопровождались множеством религиозных церемоний, прежде всего закладкой церквей.
Таким образом был основан и именован новый город Санкт-Петербург на реке Неве, который Пётр решил сделать новой столицей России, в его правление ставшей империей. Он не называл город в свою честь, а назвал его в честь своего тезоимённого святого — апостола Петра, уповая таким образом на его покровительство в дальнейшей жизни города. «Небесный покровитель» (местности, общности, города, человека и пр.) — религиозная концепция, повсеместно встречающаяся в христианстве и других религиях. Так, святая Екатерина считается покровительницей нескольких городов мира, в том числе Екатеринослава и Екатеринодара. Помимо прочего, она считается покровительницей науки и горного дела. Кроме посвящения святому Петру при основании Санкт-Петербурга было совершено много других религиозных церемоний, например, для закладки в центре города были принесены мощи апостола Андрея, а из Владимира были принесены мощи святого Александра Невского, так как он после канонизации был сочтён покровителем местности у реки Невы, где совершал свои подвиги. В Екатеринбурге впоследствии был основан Александро-Невский Ново-Тихвинский монастырь. Впоследствии православные традиции именования применялись при основании Крепости Святой Елисаветы (Кировоград/Кропивницкий), когда в честь императрицы Елизаветы Петровны, дочери Петра и Екатерины, по тезоименной святой Елизавете было названо новое поселение.
В петровское время Екатеринбург был второй по величине стройкой страны после Санкт-Петербурга. Царь уделял вопросам территориальной и промышленной экспансии большое внимание, и решения об основании и именовании обоих городов очевидно имели смысловые пересечения, а также были ключевым образом завязаны на православие, чем Пётр занимался в государственных делах повсеместно.
1 октября 1723 года на левом берегу Исети, недалеко от плотины, священник Тобольского полка Иван Ефимов освятил закладку первой церкви строящегося завода в честь святой великомученицы Екатерины.
Один из современных специалистов по истории Екатеринбурга Н. С. Корепанов, отмечая исключительную роль Екатерининского собора, писал: «Вообще, всякий завод считался построенным, когда начинал действовать. Когда в плотине отпирали ларевые окна, и вода по ларям текла на колеса, и начинали бить боевые молоты. Всякому было ясно, что из политических соображений такое событие в Екатеринбурге следует приурочить именно ко дню святой Екатерины – 24 ноября. 1 октября полковой священник Иван Ефимов освятил закладку Екатерининской церкви. 7 ноября запустили молоты. Всего на два дня: еще строилась домна, еще не было своего металла, нечего было ковать… В день святой Екатерины – в день именин новорожденного города – пальнула холостым зарядом пушка, солдаты Тобольского полка с распухшими суставами и изорванными жилами ревели и рыдали «ура» и пили вино за казенный счет». «С этого времени небесной покровительницей завода-крепости стала святая великомученица Екатерина, а день её памяти — 7 декабря (24 ноября по старому стилю) — одним из главных праздников города, к которому приурочивались важнейшие события», — добавляет Екатеринбургская епархия.
7 (18) ноября 1723 года в цехах нового завода состоялся пробный пуск кричных бо́евых молотов. Именно эту дату стали считать днём основания города. Ещё до указа Петра I об основании города при заводе была заложена церковь святой Екатерины в день именин императрицы 7 декабря 1723 года, и с тех пор православная церковь считает Екатерину Александрийскую покровительницей сначала завода-крепости, потом города.
Василий Татищев в 1734 году разработал печать завода — на ней он поместил символ святой Екатерины — колесо святой Екатерины.
Противники версии о наименовании в честь святой говорят, что святая Екатерина не сделала ничего для города, так как жила задолго до его основания. Однако такое условие не является определяющим в данном вопросе, так как и апостол Пётр, с этой точки зрения не сделал ничего для Санкт-Петербурга, и так далее.
В советское время город был переименован в Свердловск, а религия подверглась обструкции и репрессиям. Идея о святой Екатерине как покровительнице города в советское время забылась, а народный праздник «день города» по политическим соображениям был перенесён с фактического дня 7 (18) ноября на лето.
После распада СССР и переименования города обратно в Екатеринбург бывшие советские жители начали вспоминать историю дореволюционной России. Привыкшим к названию Свердловск советским людям потребовалось время и усилия чтобы осознать роль непривычного советскому уху немецкого названия «Екатеринбург» в истории страны. Заметная часть населения путала Екатерину I и Екатерину II, про Екатерину Александрийскую вообще ничего не зная. В 2014 году, как написала «Российская газета», «недавно проведенный опрос показал: 80 процентов горожан уверены, что город назвали в честь Екатерины Великой. „Какие ещё могут быть варианты?“ — убеждены екатеринбуржцы. Если не учитывать совсем уж экзотические версии о „Екатерине Третьей“, предпочтения остальных респондентов примерно поровну разделились между святой и Екатериной Первой. Исторической правде соответствуют два последних варианта».
Со временем концепцию городского тезоименитства взяла на вооружение постсоветская РПЦ, принявшаяся назначать разных святых покровителями разных российских городов. В связи с этим святая Екатерина была признана покровительницей города «официально» на уровне нынешней РПЦ. Эту идею поддержала и мэрия Екатеринбурга. Совместными усилиями эти две организации проводят политику возведения святой Екатерины в «духовные символы города», в связи с чем проводятся мероприятия. Например, ежегодный фестиваль «Екатерининские дни» на Катерину Санницу и др..
7 декабря 2023 года в центре Екатеринбурга в Часовне Святой Екатерины, на месте взорванного во времена СССР Екатерининского собора, в Екатерининские дни 2023 года, был установлен ковчег с мощами Екатерины. Он были переданы в дар от главы Крыма Сергея Аксёнова и его супруги Елены в день памяти небесной покровительницы.